# ميغيل باريرا
ميغيل باريرا (بالإسبانية: Miguel Barrera)‏ (15 نوفمبر 1978 بإدارة قرطبة في كولومبيا - ) هو ملاكم كولومبي، صنّف ضمن فئة Mini flyweight ‏.

## إحصائيات
خاض خلال مسيرته 26 نزالا، فاز في 23 وتعادل في 2 وخسر في 1. فاز بالضربة القاضية في 13 نزالا.

## روابط خارجية
- ميغيل باريرا على موقع بوكس ريك (الإنجليزية) (registration required)